# Stay in Memory
Stay in Memory è il nono album in studio del pianista sudcoreano Yiruma, il suo primo con la Sony Music Entertainment.

## Tracce
1. Nocturne No.1 in C; Summer Nocturne – 3:52
2. 기억에 머무르다 (Stay in Memory) – 3:02
3. 그대가 보인다 ("I Could See You") – 3:45
4. Nocturne No.2 i Eb – 3:24
5. Impromptu – 4:48
6. 해피 커플 ("Happy Couple, Sad Couple 'n Happy Again"; Piano version) – 2:36
7. Falling in Love (Piano version) – 4:49
8. Nocturne No.3 in La minore – 3:23
9. Silver Line – 3:14
10. Nocturne No.4 in Db – 3:20
11. 돌아오지 않을 날들 ("The Days That'll Never Come") – 3:12
12. Painted – 3:30